# Mattbemalte Keramik

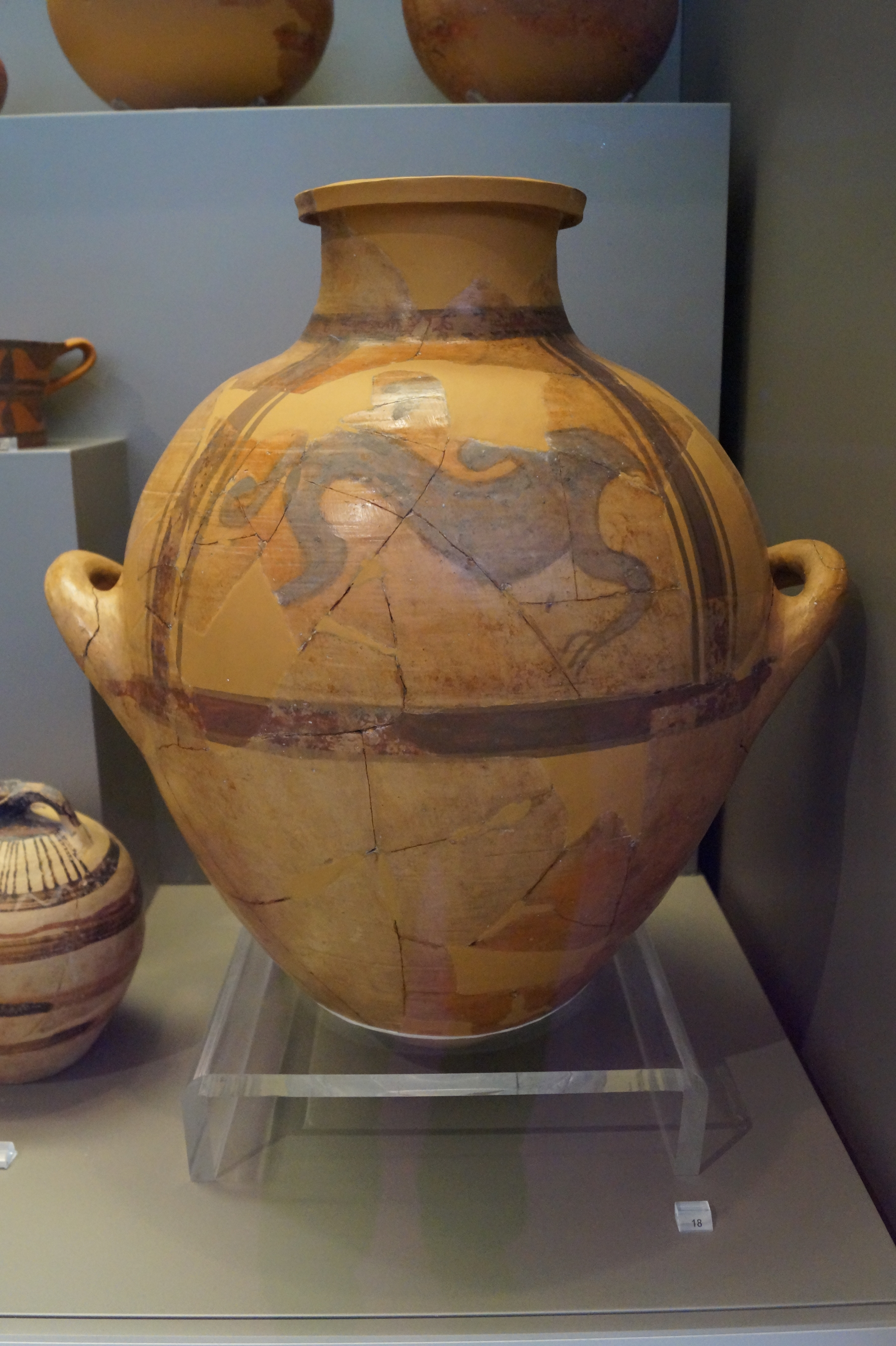
Mattbemalte Keramik aus Grab VI des Gräberrund A in Mykene, MH III (um 1600 v. Chr.)

Die mattbemalte Keramik (auch: matt-painted ware oder mattbemalte Ware) war nach der minyschen Keramik die zweitwichtigste Keramikgattung des mittelhelladischen (mittelbronzezeitlichen) Griechenlands. Die Bezeichnung rührt von dem matten Glanz her, den ihre Oberfläche aufweist, und wurde 1879 von Adolf Furtwängler und Georg Loeschcke in deren Publikation über die Klassifizierung der späthelladischen Keramik aus Grabzirkel A (Mykene) eingeführt. Die einzelnen Fundstücke unterscheiden sich in Oberflächenstruktur, Komposition und Farbgebung. Wie die minysche Keramik erreichte die mattbemalte Ware ihre Blüte im Mittelhelladikum II.
In einem größeren Kontext bezeichnet der Begriff weitere Keramikstile anderer Epochen, nämlich die des Späthelladikums und der protogeometrischen sowie geometrischen Zeit.

## Forschungsgeschichte
Nachdem Furtwängler und Löschke 1879 die mattbemalte Keramik als eigenständige Gattung erkannt und ihre Bezeichnung eingeführt hatten, wurde sie 1916 der mittelhelladischen Periode (ca. 2000–1700/1600 v. Chr.) zugeordnet.

### Versuche einer Einteilung und Unterscheidung
Im folgenden Jahr führten Alan Bayard Wace und Carl Blegen, ausgehend von den Forschungserkenntnissen, die die Ausgrabungen in Korakou (bei Korinth) ergeben hatten, eine Einteilung des Keramikstils – v. a. bezüglich der Oberflächenstruktur – in drei Untergruppen durch. In seinem 1921 publizierten Buch Korakou. A Prehistoric Settlement near Corinth. bezeichnete er diese als
- „Coarse Ware“[8] (dt.: grobkörnige bzw. grobe Ware)
- „Fine Ware“[8] (dt.: feinkörnige bzw. feine Ware) und
- „Polychrome Mattpainted Ware“[8] (dt.: mehrfarbige mattbemalte Ware).[8]

1931 nahm Hetty Goldman eine neue, andere Unterscheidung in ihrem Buch Excavations at Eutresis in Boeotia vor, das über die Grabungsarbeiten in Eutresis berichtete. Sie richtete sich dabei nach Variationen in Dekor, Farbe, und Struktur des Untergrundes und kam letzten Endes zu einer Einteilung in fünf Klassen:
- „Simple linear geometric designs, executed in black matt paint on a somewhat coarse, greenish yellow clay.“[10] (dt.: Einfache lineare geometrische Formen, ausgeführt mit schwarzer, matter Farbe, auf einem etwas groben, grünlich – gelben Ton)
- „Black Matt – painted designs on a coarse red clay.“[10] (dt.: Schwarze, mattgemalte Formen auf einem groben, roten Ton)
- „Red Matt – painted designs on a coarse red clay“[10] (dt.: Rote, mattgemalte Formen auf einem groben, roten Ton)
- „Designes executed, as a rule, in a somewhat thin black or mauve, but occasionally in a richer brown paint, on fine greenish or yellow clay, slipped and sometimes polished“[11] (dt.: Formen, in der Regel in etwas dünnflüssiger, schwarzer oder mauven, aber mitunter in reichhaltigerer brauner Farbe auf feinem grünlichen oder gelben Ton ausgeführt)
- „Designes executed in one or two colores on a white or cream – colored slip over coarse, usually reddish clay“[11] (dt.: Formen, in einer oder zwei Farben auf weißem oder cremefarbenen Schlicker über grobem, normalerweise rötlichem Ton ausgeführt)

Merkmale 1–3 treffen hierbei auf große Pithoi zu, wohingegen Merkmal 4 typisch für kleinere Gefäße ist.

### Interpretationen und Kontroverse
Seit 1917 wurde die Keramikgattung immer mehr zum Gegenstand wissenschaftlicher Kontroversen. Es wurden zahlreiche Hypothesen aufgeworfen, sei es, dass mattbemalte Keramik als Weiterführung eines frühhelladischen Stils aufgefasst werden müsse, dass bereits eine Vorgängerform in neolithischer Zeit existiert habe oder dass sie als eine Variation kykladischer Keramik zu interpretieren sei.
Der britische Altertumswissenschaftler Robert J. Buck ging sogar so weit, das Aufkommen des neu entdeckten Stil als Zeugnis einer asiatischen Einwanderungswelle (eines zu seiner Zeit als „Minyer“ bezeichneten Volksstammes) zu interpretieren. Mattbemalte Keramik wurde auch schon mit den Illyrern Albaniens in Verbindung gebracht. Im Gegensatz zu dieser These des Archäologen Frano Prendi sah Normand G. L. Hammond die mattbemalte Keramik als Anhaltspunkt für eine Dorische Einwanderung, Julia Vokotopoulou wiederum die späthelladische mattbemalte Keramik als Anzeichen der Einwanderung makedonischer Stämme.

## Herstellung
Im Gegensatz zur minyschen Keramik wurde die mattbemalte Keramik von Hand hergestellt und nicht auf der im Mittelhelladikum entwickelten Töpferscheibe gedreht.

## Aussehen

### Bemalung und deren Geschichte
Die Bemalung steht meist dunkel auf hellem Grund („Schwarz bis dunkelbraun“). Wesentlich seltener ist im Vergleich dazu mattbemalte Keramik, die umgekehrt einen „Hell – auf – Dunkel – Stil“ aufweist.
Ursprünglich wiesen mattbemalte Gefäße ein geradliniges und abstraktes Dekor auf. Dies änderte sich erst, als kykladische und minoische Einflüsse im Mittelhelladikum (MH) III, zum Teil schon in MH II, die Töpfer auf dem griechischen Festland dazu inspirierten, häufiger naturalistische Elemente einzusetzen. Solche Motive sind zwar (mit einer Ausnahme) nicht aus Eutresis bekannt, aber dafür in weitaus größerem Ausmaß bei den Ausgrabungsarbeiten in Korakou zu Tage getreten. In spätere Zeiten ist auch das Vorkommen eines zunehmend reicheren Repertoires geometrischer Formen einzuordnen, vor allem kurvenförmiger Elemente, die das eckige Dekor ergänzten. Dieses Phänomen ist insbesondere an den Pithoi aus Eutresis zu erkennen. Dabei nennt Hetty Goldman im Einzelnen „true and tangent spirals“ (echte Spiralen und Annäherungen), „running quirks“, „spiral hooks“ (spiralförmige Haken) sowie „a conventional leaf design“ (ein übliches Blattdekor). Ebenso in die Endphase des Mittelhelladikums (MH III) fiel das Aufkommen zwei- oder mehrfarbiger Keramik im mattbemalten Stil (insbesondere in Zentralgriechenland und der Argolis). Oftmals wurden Gefäße dießer Art jedoch auch der folgenden Periode Späthelladisch I (SH I) zugeordnet, wobei es allerdings sehr schwer ist, eindeutig festzustellen, welcher Zeit die mehrfarbige Keramik dieser Art tatsächlich angehört, da mittelhelladische und späthelladische Produkte sich in stilistischen und technischen Merkmalen nur unwesentlich voneinander unterscheiden.
Die technischen Neuerungen, die mit der Einführung der mattbemalten Keramik einhergingen, stellten im Gegensatz zur Minyschen Gattung einen recht starken Bruch mit den im Frühhelladikum vorherrschenden Produktionsverhältnissen dar, sei es in Zentralgriechenland oder auf dem Peloponnes. Denn mit der Einführung der Mattbemalten Keramik wechselte der Hauptbestandteil der Farbe: Hatte diese zuvor (Urfirnis) aus einem stark eisenhaltigen Gemisch bestanden, das leicht Sprenkelungen ergab und nur schwerlich in einer einzigen Farbe gebrannt werden konnte, so war nun der Bestandteil in erster Linie Mangan. Der für die Keramikgattung so typische matte Glanz ist auf die Verwendung dieses Materials zurückzuführen.
Mattmalerei ist meist nur in kleinen Flächen erhalten. Vollständige Bemalungen oder lediglich ausgedehnte Flächen sind extrem selten, was vermutlich aus den vergleichsweise hohen Anschaffungskosten für Farbe und Lack (die deutlich über denen der frühhelladischen Urfirniskeramik lagen) resultierte.

### Materialstruktur
Größere Gefäße neigen dazu, eine gröbere Materialstruktur aufzuweisen als Keramik mit geringerem Volumen, was darauf zurückzuführen ist, dass größere Stücke mehr Härtungsmaterial brauchten, das dazu diente, den Ton zu binden.

### Regionale Differenzen
Die Auswahl der Motive sowie die Farbe des Materials und der Bemalung unterscheiden sich stark regional.

## Gefäßformen
Während die meisten offenen Gefäßformen der mynischen Gattung angehören, waren die geschlossene Keramik des Mittelhelladikums überwiegend mattbemalt. Demzufolge gehörten zur mattbemalten Keramik:
- Amphoren[5]
- Pithoi[5]
- Schnabelkannen[5]
- Näpfe[5]
- und Tassen.[5][29]

## Fundorte
- Ägina:[5] Die Mattbemalte Ware aus Ägina wies einige Besonderheiten auf. Sie wurde aus lichtundurchlässigem, grünlichem Ton hergestellt und enthielt zugleich Goldeinsprenkelungen.[30]
- Eleusis[5]
- Eutresis[5][31]
- Kirrha, Korakou[5]
- Lianokladi[31]
- Zygouries, Prosymna[5]
- Mykene[5]
- Asea, Malthi[5]
- Volos[31]
- Außerdem wurde importierte Ware unter anderem auf den Kykladen und in Troja IV entdeckt.[5]